# Ernesta Galletti Stoppa
Ernesta Galletti Stoppa (Mezzano, 2 dicembre 1850 – 20 gennaio 1939) è stata una pedagogista e educatrice italiana, figura di spicco dell'emancipazionismo femminile.
Nel 1872 fondò la Società di Mutuo Soccorso Femminile di Lugo e pochi anni più tardi creò un fondo per l'istruzione delle analfabete e una casa di maternità per sussidio al parto. Nel 1881 istituì uno dei primi giardini d'infanzia italiani basati sui principi educativi di Friedrich Fröbel, contribuendo significativamente al rinnovamento dell'educazione infantile.

## Biografia
Ernesta Galletti Stoppa, nata nel 1850 a Mezzano di Ravenna, proveniva da una famiglia protestante e progressista. Il padre, Ignazio Stoppa, era avvocato e patriota risorgimentale; la madre, Clementina Lombardi, era una donna colta e attenta all'educazione. Grazie a questo ambiente stimolante, Ernesta ricevette un'educazione avanzata che la condusse a sviluppare un profondo impegno civile e sociale. 
Di formazione mazziniana, Ernesta crebbe in un'epoca di grandi trasformazioni sociali e politiche. Tuttavia, come molte donne della sua generazione, si rese presto conto che l'unificazione italiana, pur rappresentando una conquista storica fondamentale, non aveva comportato alcun miglioramento significativo per la condizione femminile. Le donne rimanevano escluse dai diritti civili e politici, discriminate nel mondo del lavoro e private di opportunità educative.
Trasferitasi a Lugo nel 1875 sposò Valentino Stoppa, un sarto con un passato di volontario tra le fila dei garibaldini.

### Mutualismo femminile e prime iniziative sociali (1870-1879)
L'interesse di Ernesta Galletti Stoppa per le questioni sociali si manifestò precocemente nel campo del mutualismo. Già nel 1868, in occasione di una riforma dello Statuto della Società di Mutuo Soccorso maschile di Lugo, si discusse l'ammissione delle donne. Fu però solo nel 1870 che, grazie all'iniziativa di Galletti Stoppa, fu fondata una sezione femminile autonoma. Questa nuova sezione, sebbene inizialmente sostenuta da alcuni esponenti cattolici locali, incontrò la resistenza dei ceti più abbienti, che si ritirarono, lasciando campo libero alle sole socie effettive, prevalentemente donne lavoratrici. 
Tra gli obiettivi primari della Società di Mutuo Soccorso Femminile di Lugo vi era la promozione dell'istruzione: si incoraggiava la partecipazione delle socie a corsi serali e festivi e fu creato un fondo specifico per l'alfabetizzazione delle ragazze. Queste associazioni rappresentavano per le donne un inedito spazio di confronto collettivo, permettendo loro di superare la tradizionale dimensione domestica. Molte esponenti dell'associazionismo femminile, spesso insegnanti, si dedicavano alla promozione di percorsi volti all'acquisizione di autonomia, all'elevazione culturale e alla formazione civica delle donne. 
L'influenza di queste figure educative fu significativa per Galletti Stoppa stessa, che nel 1877 conseguì l'abilitazione all'insegnamento elementare di grado superiore. La sua riflessione sulle disparità nel settore educativo la convinse che tali iniquità fossero in gran parte dovute al limitato livello di istruzione femminile. Questo la spinse, qualche anno dopo, a fondare a Lugo un proprio istituto privato di educazione femminile. 

### Istituzione del Giardino d’infanzia e attività pedagogica (1879-1890)
L'esperienza nel mutualismo affinò in lei una spiccata sensibilità verso le esigenze dei figli delle lavoratrici, portandola ad avvicinarsi alle teorie pedagogiche di Fröbel che presentavano un metodo didattico in grado di promuovere, fin dalla prima infanzia, l'acquisizione di autonomia e l'elevazione morale dei bambini.
Nel maggio 1879 presentò all'amministrazione comunale di Lugo una richiesta di supporto per la sua iniziativa, con l'intento di integrarla nel nuovo piano urbanistico della città. 
Ottenuta la concessione gratuita del terreno da parte del Comune, l'apertura della scuola incontrò tuttavia l'opposizione degli ambienti conservatori e clericali lughesi. Nonostante le difficoltà, Galletti Stoppa proseguì nel suo intento, consolidando l'anno successivo il progetto di un istituto comprensivo, finanziato con fondi propri. Questo istituto, inaugurato nel 1881, comprendeva un giardino d'infanzia, una scuola elementare e un corso di perfezionamento femminile.
Il sistema educativo da lei progettato si distingueva per la sua innovazione pedagogica e didattica. Esso concretizzava l'idea della propedeuticità del Kindergarten froebeliano rispetto alla scuola elementare, un concetto allora dibattuto tra i positivisti, in particolare da Aristide Gabelli. Il giardino d'infanzia era concepito come un'istituzione aperta a tutti i bambini tra i due anni e mezzo e i sei, non limitata esclusivamente ai poveri e bisognosi, e costituiva il fulcro dell'intero percorso formativo. 
La maestra lughese mostrò una particolare ricettività verso le teorie di Fröbel, evidenziando nelle sue riflessioni i punti di convergenza con le metodologie di Ferrante Aporti, pur non sottovalutando il contributo di quest'ultimo alla riforma degli istituti infantili. Critica verso la scarsa preparazione delle maestre degli asili aportiani - spesso monache che impartivano nozioni in modo coercitivo - promosse un metodo sperimentale e intuitivo.
La diffusione degli asili aportiani, modellati sulle Infant Schools britanniche, aveva rappresentato un significativo passo avanti rispetto alle tradizionali "sale di custodia" per i figli delle lavoratrici. Tuttavia, la natura prevalentemente trasmissiva di tale modello pedagogico era entrata progressivamente in crisi con l'introduzione delle teorie di Friedrich Fröbel. Queste ultime vennero diffuse in Italia attraverso diverse iniziative culturali, tra cui la fondazione della rivista L'educazione moderna (1869) di Adolfo Pick e l'istituzione del primo Kindergarten a Venezia nello stesso anno.
Il sistema educativo proposto da Galletti Stoppa privilegiava un rigoroso controllo pedagogico attraverso disposizioni spaziali studiate e programmi didattici articolati, bilanciando apprendimento formale e attività ricreative. L'ambiente fisico della scuola rifletteva una concezione moderna dell'educazione infantile, che considerava fondamentale l'aspetto igienico-sanitario e la qualità degli spazi per l'apprendimento infantile: le aule si aprivano su un giardino con aiuole coltivate dai bambini, e l'edificio comprendeva un orto, un recinto per animali domestici e una palestra per la ginnastica e le attività manuali durante la bella stagione.
Questa impostazione rompeva con l'ambiente domestico tradizionale, spesso inadeguato per lo sviluppo armonico dei bambini, e promuoveva i più innovativi principi pedagogici, secondo i quali i bambini non dovevano rimanere confinati nelle loro case, dove spesso mancavano ai genitori il tempo e i mezzi per educarli, ma riunirsi in luoghi aperti, progettati per la loro educazione e il loro sviluppo.
Il Kindergarten, suddiviso in tre sezioni, era il punto di partenza dell'intero percorso, con le aule della scuola elementare adiacenti. L'istituto prevedeva una coeducazione dei sessi fino all'ingresso della terza elementare; successivamente, i maschi avevano la possibilità di proseguire gli studi nelle scuole maschili, mentre le femmine potevano iscriversi all'Istituto femminile froebeliano. Tuttavia, il corso complementare femminile fu soppresso dopo soli due anni a causa delle ostilità, essendo considerato troppo moderno e laico.
La diffusione dei giardini d'infanzia in Italia si caratterizzò fin dalle origini per un marcato protagonismo femminile, legato alla maturazione di una coscienza etico-sociale che interpretava la funzione materna come impegno sociale ed educativo. Questa concezione della "madre-cittadina" permetteva alle donne di trascendere il ruolo domestico e acquisire rilevanza sociale.
Un importante punto di riferimento per queste esperienze fu il periodico La Donna (Padova, 1868), fondato da Gualberta Alaide Beccari, che si distinse nella campagna a favore dei giardini froebeliani, evidenziandone la valenza educativa.

### Riconoscimenti e impegno nazionale (1884-1890)
L’Istituto “Stoppa” ottenne importanti riconoscimenti; venne premiato con medaglia d’argento sia alla Mostra Nazionale di Torino nel 1884, sia alla Mostra emiliana della Didattica a Bologna nel 1888.
L'innovativo approccio pedagogico dell'insegnante romagnola le valse un significativo riconoscimento anche a livello nazionale. Nel 1889 il ministro della Pubblica Istruzione Boselli la incaricò di ispezionare le scuole infantili del Regno e di organizzare corsi e conferenze per la formazione del personale insegnante, a testimonianza della sua crescente influenza nella diffusione del metodo froebeliano in Italia.
Nonostante tali successi, la sconfitta della Giunta democratica nel 1890 segnò un punto di svolta negativo per l'Istituto "Stoppa".  Venne a mancare il sussidio di 700 lire che consentiva all'istituto di garantire l'ammissione gratuita di cinquanta alunni appartenenti a famiglie operaie, rendendo impossibile la continuazione dell'attività.
Dopo la chiusura della scuola, concentrò i suoi sforzi sui problemi delle donne lavoratrici, in particolare nel campo del mutualismo e della cooperazione femminile. Sostenne in diverse occasioni la necessità che le Società di Mutuo Soccorso Femminili si rendessero completamente autonome da quelle maschili, e nell'ultimo decennio del secolo, durante la crisi economica, si dedicò in particolare al problema della disoccupazione femminile, istituendo presso la società operaia una sala di lavoro per le donne in difficoltà economiche. 
Il suo approccio pedagogico si fondava sulla convinzione che l'occupazione femminile potesse rappresentare un fattore di arricchimento per l'intera società e che l'educazione femminile dovesse essere profondamente rinnovata per garantire alle donne una preparazione professionale adeguata, superando la relegazione a posizioni marginali e poco qualificate.

### Nuovi progetti per la formazione professionale
Nel 1901 la pedagogista propose un modello educativo rivoluzionario che integrava una scuola di disegno con una scuola professionale di lavoro, un approccio che mirava a superare la tradizionale separazione tra formazione teorica e applicazione pratica, offrendo alle giovani donne strumenti concreti per l'inserimento professionale. Il progetto si concretizzò nella realizzazione di tre laboratori specializzati: cucito in bianco, sartoria e maglieria, e lavoro con macchine tessili. Questi spazi formativi rappresentavano un modello alternativo agli enti assistenziali tradizionali, privilegiando - rispetto al mero sostegno economico - l'acquisizione di competenze professionali capaci di favorire l'inserimento femminile in settori produttivi strategici. 

### Morte
Ernesta Galletti Stoppa morì il 20 gennaio del 1939. Durante il periodo del regime fascista la sua figura e il suo operato furono progressivamente marginalizzati.